# NGC 4193
NGC 4193 é uma galáxia espiral barrada (SBbc) localizada na direcção da constelação de Virgo. Possui uma declinação de +13° 10' 22" e uma ascensão recta de 12 horas, 13 minutos e 53,4 segundos.
A galáxia NGC 4193 foi descoberta em 17 de Abril de 1784 por William Herschel.